# 沃贝 (南达科他州)
沃贝（英語：Waubay），是美国南达科他州下属的一座城市。根据2010年美国人口普查，该市有人口579人。论人口在本州排行第110。